# Kalia (voilier)
Pour les articles homonymes, voir Kalia (homonymie).

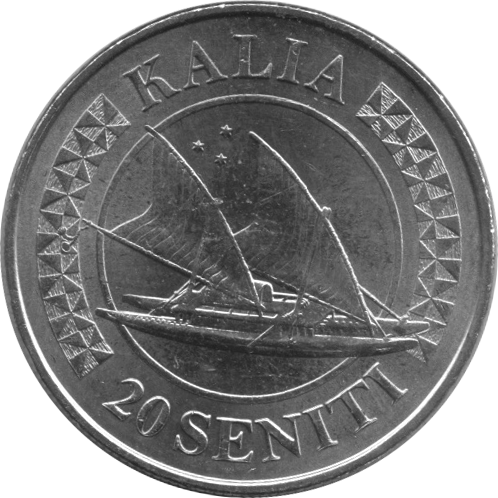
Kalia représenté sur une pièce de monnaie

Un kalia est un type de voilier des Iles Tonga à voiles austronésienne sur deux mâts, à double coque, qui est l'adaptation d'un drua.